# Alrawia
Alrawia (Wendelbo) Perss. & Wendelbo – rodzaj roślin z rodziny szparagowatych. Obejmuje dwa gatunki występujące w północno-wschodnim Iraku i Iranie.
Nazwa naukowa rodzaju została nadana na cześć Ali al-Rawiego, byłego kuratora Narodowego Herbarium Iraku i zbieracza materiału zielnikowego ze wszystkich części tego kraju.

## Morfologia
Wieloletnie rośliny zielne. Podziemna cebula zbudowana jest z nakładających się dachówkowato liści, które żyją przez ok. 3 sezony wegetacyjne. Cebula chroniona jest okrywą składającą się z łusek szarawych od zewnątrz i fioletowych od środka. Ulistnienie skrętoległe. Kwiaty zebrane w grono, wyrastające na okrągłym na przekroju głąbiku. Szypułki krótkie, zginające się w dół po przekwitnięciu, wydłużające się w czasie owocowania. Okwiat rurkowaty, grzbiecisty, zrośnięty do połowy długości, dwukolorowy, purpurowo-fioletowy lub zielono-biały. Nitki pręcików mniej więcej nitkowate. Owocami są półkuliste  torebki, zawierające czarne, kulistawe do szerokojajowatych nasiona.

## Systematyka
Pozycja systematycznaRodzaj z podplemienia Hyacinthinae, plemienia Hyacintheae, podrodziny Scilloideae w rodzinie szparagowatych Asparagaceae. Rodzaj miał też rangę sekcji w rodzaju Hyacinthella.
Wykaz gatunków
- Alrawia bellii (Baker) Perss. & Wendelbo
- Alrawia nutans (Wendelbo) Perss. & Wendelbo